# Joan Jeanrenaud

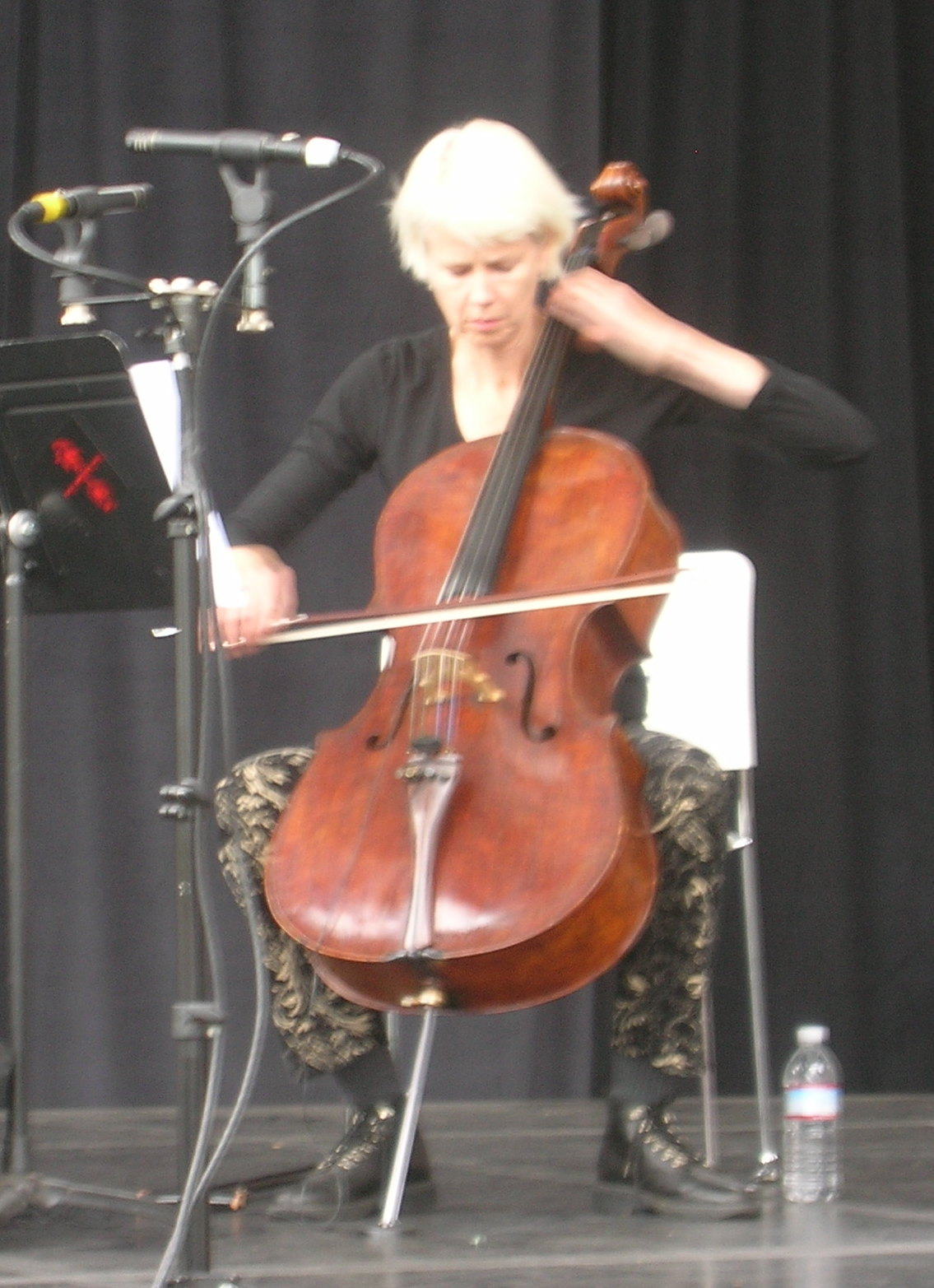
Joan Jeanrenaud

Joan Jeanrenaud (geb. Dutcher; * 25. Januar 1956 in Memphis/Tennessee) ist eine US-amerikanische Cellistin und Komponistin.

## Leben und Wirken
Jeanrenaud hatte in ihrer Highschoolzeit Cellounterricht bei Peter Spurbeck. An der Indiana University Bloomington studierte sie bei Fritz Magg. Nach dem Abschluss des Studiums arbeitete sie in Genf mit Pierre Fournier. 1978 wurde sie Cellistin im Kronos Quartet, dem sie bis 1998 angehörte. Nachdem bei ihr Multiple Sklerose diagnostiziert worden war, beendete sie 1999 ihre Auftritte mit dem Ensemble, dessen ausgedehnten Konzerttourneen sie gesundheitlich nicht mehr gewachsen war.
Sie begann selbst zu komponieren (u. a. für Hamza El Din, Paul Dresher, Anthony Davis, Alvin Curran und Pamela Z), trat als Improvisatorin und Performancekünstlerin auf, u. a. ab 2001 mit einer Version der Ice Music for London der Performancekünstlerin Charlotte Mooreman und des Konzeptkünstlers Jim McWilliams mit dem Titel Ice Cello, wobei sie eine Nachbildung ihres Cellos aus Eis mit Sägen, Stacheldraht und Sandpapier „spielte“. Solistisch führte sie eigene und Kompositionen von Terry Riley auf, der mehrere Werke für sie schrieb. Auch Karen Tanaka, Paul Dresher, Annie Gosfield, Kevin Volans und Cenk Ergun widmeten ihr Kompositionen. 2012 trat sie zum ersten Mal nach 14 Jahren mit dem Kronos Quartet auf und spielte in der zur Carnegie Hall gehörigen Zankel Hall Wladimir Martynows Schubert-Quintet [Unfinished].
Jeanrenaud erhielt Kompositionsaufträge u. a. vom Metropolitan Museum of Art und vom Asian Art Museum. Ihre Komposition Strange Toys wurde 2009 für einen Grammy Award nominiert. Im Jahr 2000/2001 war sie Artist in Residence am Yerba Buena Center for the Arts in San Francisco. Außerdem unterrichtet sie am Mills College. Neben mehr als dreißig Alben mit dem Kronos Quartet veröffentlichte Jeanrenaud nach 2000 mehrere eigene Alben.

## Diskographie
- Metamorphosis, 2002
- Oil on Ice (mit William Susman), 2004
- Fly fly fly (mit Larry Ochs, Miya Masaoka), 2004
- For Birds, Planes & Cello (mit Miya Masaoka), 2004
- Strange Toys, 2008
- Pop-pop, 2010
- The Sands of Time (mit Mark Grey), 2014
- Hommage, 2014
- Visual Music, 2016
- Second Time Around (mit Charlie Varon), 2016